# Abdallah Triki
Abdallah Triki, né le 8 août 1953 à Mhassen dans le gouvernorat de Tozeur, est un homme politique et financier tunisien. Il est secrétaire d'État auprès du ministre des Affaires étrangères chargé des Affaires africaines et arabes au sein du gouvernement de Hamadi Jebali.

## Biographie

### Études
Abdallah Triki est diplômé de l'École nationale d'administration ainsi que de l'Institut du Fonds monétaire international.

### Carrière dans la finance
Expert en finances publiques et en coopération internationale, il travaille auprès du Fonds monétaire international entre 2001 et 2011. Depuis les années 1990, il conseille également des ministres de divers pays d'Afrique et d'Asie : il est notamment, durant un temps, conseiller auprès du vice-Premier ministre et ministre des Finances du Yémen.

### Carrière politique
Il est nommé au sein du gouvernement Hamadi Jebali, le 24 décembre 2011, comme secrétaire d'État auprès du ministre des Affaires étrangères, Rafik Abdessalem, chargé des Affaires africaines et arabes. Il entre en fonction en même temps que son supérieur, le 26 décembre.

## Vie privée
Il est marié et père de quatre enfants.